# Stazione meteorologica di Casamicciola Terme
La stazione meteorologica di Casamicciola Terme è la stazione meteorologica di riferimento relativa alla località di Casamicciola Terme, sull'isola di Ischia.

## Coordinate geografiche
La stazione meteo si trova nell'Italia meridionale, in  Regione Campania, in città metropolitana di Napoli, sull'isola di Ischia, nel comune di Casamicciola Terme, a 120 metri s.l.m. e alle coordinate geografiche 40°45′N 13°53′E.

## Dati climatologici
In base alla media trentennale di riferimento 1961-1990, la temperatura media del mese più freddo, gennaio, si attesta a +8,8 °C; quella del mese più caldo, luglio, è di +24,2 °C.
| Casamicciola Terme | Mesi | Mesi | Mesi | Mesi | Mesi | Mesi | Mesi | Mesi | Mesi | Mesi | Mesi | Mesi | Stagioni | Stagioni | Stagioni | Stagioni | Anno |
| Casamicciola Terme | Gen  | Feb  | Mar  | Apr  | Mag  | Giu  | Lug  | Ago  | Set  | Ott  | Nov  | Dic  | Inv      | Pri      | Est      | Aut      | Anno |
| ------------------ | ---- | ---- | ---- | ---- | ---- | ---- | ---- | ---- | ---- | ---- | ---- | ---- | -------- | -------- | -------- | -------- | ---- |
| T. max. media (°C) | 10,8 | 11,3 | 13,7 | 16,8 | 20,6 | 24,7 | 27,5 | 27,1 | 24,4 | 19,8 | 15,5 | 12,4 | 11,5     | 17,0     | 26,4     | 19,9     | 18,7 |
| T. min. media (°C) | 6,9  | 6,9  | 8,7  | 11,2 | 14,4 | 18,1 | 20,8 | 20,8 | 18,4 | 15,2 | 11,1 | 8,2  | 7,3      | 11,4     | 19,9     | 14,9     | 13,4 |